# Obsjtina Dimovo
Obsjtina Dimovo (bulgariska: Община Димово) är en kommun i Bulgarien.   Den ligger i regionen Vidin, i den nordvästra delen av landet, 120 km norr om huvudstaden Sofia. Antalet invånare är 7 175. Arean är 403 kvadratkilometer. Obsjtina Dimovo gränsar till Obsjtina Vidin.
Terrängen i Obsjtina Dimovo är kuperad åt sydväst, men åt nordost är den platt.
Obsjtina Dimovo delas in i:
- Artjar
- Oresjets
- Izvor
- Septemvrijtsi

Följande samhällen finns i Obsjtina Dimovo:
- Dimovo